# Maria Palaiologina Kantakouzene
Maria Palaiologina Kantakouzene, död efter 1294, var en kejsarinna av Bulgarien som gift med tsarerna Konstantin Tich och Ivajlo av Bulgarien.  Hon var Bulgariens regent som förmyndare för sin son tsar Mikael Asen II av Bulgarien 1271–1279. Hon var den första kvinna i Bulgarien som styrde landet som regent.

## Biografi
Maria Palaiologina Kantakouzene var brorsdotter till kejsar Mikael VIII Palaiologos. 
Marias make Konstantin Tich insjuknade 1271 och kunde inte längre sköta regeringen, varför hans minderåriga son Mikael Asen II av Bulgarien utnämndes till hans medregent, med Maria som förmyndarregent. Konstantin Tich mördades i herden Ivajlos uppror 1277.
Maria gifte sig 1277 med Ivajlo, vilket gjorde att hon förlorade Bysans stöd. Både hon och hennes son avsattes 1279 och fördes i fångenskap till Bysans.